# Constructive Developmental Framework
Das Constructive Developmental Framework (CDF) ist eine psychologische Entwicklungstheorie und das entsprechende Assessmentinstrument, das auf empirischer Forschung beruht.
Der CDF-Methodologie liegt die Annahme zugrunde, dass jedes Individuum sich aktiv eine eigene „Welt“ konstruiert, die von anderen Weltmodellen verschieden und lebenslang im Entstehen ist. Die CDF-Methodologie umfasst drei Assessmentinstrumente, je eines für die sozial-emotionale und kognitive Entwicklung einer Person, und eines für das psychologische Profil. Die empirische Methodologie von CDF gründet in der Forschung, die vor 40 Jahren an der Kohlbergschule begann. Diese Methodologie wurde seit 1998 durch Otto Laske durch das dialektische Denken der Frankfurter Schule und Hegels Philosophie erweitert. Diese Erweiterung zeigt sich vor allem darin, dass CDF strikt zwischen sozial-emotionaler und kognitiver Entwicklung unterscheidet und beide empirisch zueinander in Beziehung setzt.

## CDF im Überblick
Das Assessment nach CDF zeigt drei wesentliche Aspekte einer Person: Die sozial-emotionale Entwicklung (SE), die kognitive Entwicklung (KE) und das verhaltenspsychologische Profil, das Bedürfnisse und Stressfaktoren einer Person anzeigt (BS). Diese drei Dimensionen von CDF unterscheiden sich nach ihrem Allgemeinheitsgrad, also ihrer Aussagekraft hinsichtlich der Einzigartigkeit einer Person. Das sozial-emotionale Profil bleibt in CDF relativ allgemein und abstrakt und ist auf Tausende von Personen auf der gleichen Stufe anwendbar. Im Gegensatz dazu ist das kognitive Profil, das Aussagen über das dialektische Denken einer Person macht, schon genauer auf eine Person zugeschnitten. Den individuellsten Charakter hat das verhaltenspsychologische Profil, das auch psychodynamische Merkmale einer Person berücksichtigt. Um einer individuellen Person gerecht zu werden, müssen alle drei Dimensionen der Person in einer Triangulation bestimmt werden. Zudem müssen die spezifischen Merkmale im Lichte der allgemeineren Merkmale interpretiert werden.

## Kognitive Entwicklung

### Epochen der Denkentwicklung
Nach Piaget entwickelt sich das Denken beim Kind in vier Stadien, die er senso-motorisch, prä-operatorisch, konkret-operatorisch und formal-operatorisch nennt. Die Entwicklung des formal-operatorischen Denkens dauert bis etwa zum 25. Lebensjahr. Forschung in der Nachfolge von Piaget konzentriert sich auf die berühmt gewordene Frage von Kohlberg: Gibt es ein Leben nach 25? Gemäß CDF zeigt sich die Denkentwicklung bei Erwachsenen in der Entwicklung des dialektischen Denkens.
Das Denken von Erwachsenen entwickelt sich in Phasen vom gesunden Menschenverstand zum Verstehen, dann zur Vernunft und schließlich zur praktischen Weisheit. Die ersten drei Epochen der Denkentwicklung können den Denksystemen von Locke, Kant und Hegel zugeordnet werden, setzen jeweils das vorhergehende Denksystem voraus und finden den vorläufigen Abschluss in einer Form von praktischer Weisheit. Die Schleife führt zurück zu einer höheren Art von gesundem Menschenverstand.

### Vier Klassen von dialektischen Denkformen
Die Denktradition der Dialektik versteht die Welt als ein vielfältiges Ganzes, das sich dauernd verändert. Dieses Wechselspiel von Gegensätzen in der realen Welt lässt sich nicht einfach mit statischen Begriffen fassen. Wenn man zwischen „Welt“ und „Denken“ unterscheidet, so kann man sagen, dass das Denken der Wirklichkeit nachläuft und sie nur selten wirklich erreicht. CDF unterscheidet im Anschluss an Bhaskar und Basseches vier Quadranten der Dialektik, bzw. Klassen von dialektischen Denkformen:
- Prozess (P) – ständiger Wandel: Diese Denkform beschreibt, wie Dinge oder Systeme entstehen und wieder vergehen.
- Kontext (K) – stabile Struktur: Diese Denkform beschreibt, wie ein Ganzes gegliedert oder wie ein Ding in ein größeres Ganzes eingebettet ist. Dazu gehöre auch verschiedene Perspektiven auf das Ganze.
- Relation (R) – Einheit in der Verschiedenheit: Diese Denkform beschreibt innere und äußere Beziehungen eines Systems und deren gemeinsame Grundlage.
- Transformation (T) – Gleichgewicht und Weiterentwicklung. Diese Denkform beschreibt, wie ein System in einem Gleichgewicht bleibt und sich weiterentwickelt, eventuell über den Zusammenbruch des bisherigen Systems.

CDF unterscheidet für jede Klasse zudem sieben individuelle Denkformen, insgesamt also 28 Denkformen, die eine Neuformulierung der Schemata von Basseches darstellen.

### Das kognitive Profil einer Person
Das kognitive Profil zeigt, wie gut die Flexibilität des Denkens und das Denken in Zusammenhängen entwickelt sind. Das kognitive Profil einer Person wird in CDF mit Hilfe eines einstündigen Interviews erhoben. Ein Interview ist eine semi-strukturierte Begegnung zwischen zwei Personen, in der eine von diesen die Aufgabe des vertieften Verstehens durch Nachfragen übernimmt. Das kognitive Interview erforscht, wie weit jemand über rein logisches Denken hinausgewachsen ist. Es setzt also logisches Denken voraus und prüft, wie weit dieses vom Sprecher dialektisch angewendet wird. Dabei werden die vier Quadranten der Dialektik als Grundlage der Erforschung des kognitiven Profils eingesetzt.
„Tiefes“ Denken zeichnet sich nach CDF durch folgende Merkmale aus:
- eine ausgeglichene Verwendung von Denkformen aller vier Klassen von dialektischen Denkformen (P, K, R; T),
- einen hohen Index für systemisches Denken, d. h. für die Verwendung von transformativen Denkformen (T) sowie
- ein ausgeglichenes Verhältnis von kritischen und konstruktiven Denkformen: (P+R) vs. (K+T).

## Sozial-emotionale Entwicklung

### Stufen der Erwachsenenentwicklung
Nach Robert Kegan wird das menschliche Bewusstsein durch zwei Hauptbestrebungen bestimmt, nämlich zum einen autonom sein zu wollen und zum anderen einer Gruppe angehören zu wollen. Als Menschen „unterliegen“ wir diesen Tendenzen in dem Sinne, dass wir sie nicht unter Kontrolle haben, sondern von ihnen bestimmt werden. Zudem liegen diese beiden Tendenzen miteinander im Streit, und ihr Verhältnis verändert sich über die Lebensspanne hin.
- Stufe 2: Bedürfnisse und Wünsche regieren. ‘Zwei-Welten’ Hypothese.
- Stufe 3: auf Erwartungen anderer gegründet ‘Gemeinsame Welt’ Hypothese.
- Stufe 4: autonome Entscheidungen mit Respekt für die Verschiedenheit anderer; ‘Meine Welt’ Hypothese.
- Stufe 5: keinem bestimmten Aspekt des Selbst verpflichtet, aufmerksam auf den Fluss des Geschehens.

Neben den sozial-emotionale Hauptstufen unterscheidet CDF auch Zwischenstufen. Zwischenstufen unterliegen dem doppelten Einfluss der unteren und oberen Stufe und sind daher konfliktreich oder zumindest unausgeglichen.
Das Bewusstsein oszilliert zwischen den Stufen und niemand lebt auf einer einzigen Stufe. Vielmehr gibt es einen Entwicklungsschwerpunkt, an den sich die nächsten unteren und oberen Stufen fügen. Die Stufen unterhalb des Entwicklungsschwerpunktes werden in CDF als Risiko bezeichnet und die Stufen oberhalb als Potential, was der „Risiko-Klarheit-Potenzial Index“ (RKP) präzise darstellt und so eine Grundlage für Coachingpläne schafft.

### Epistemische Position
Sozial-emotionale und kognitive Entwicklung sind innerlich miteinander verbunden. Das Bindeglied ist die so genannte epistemische Position. Die epistemische Position bestimmt die Vorstellung, die jemand von „Wissen“ und „Wahrheit“ hat und prägt daher die Fähigkeit, mit Unbestimmtheit und Unsicherheit im eigenen Wissen umzugehen. Nach CDF umfasst Denken zwei wesentliche Bestandteile, einerseits die Einstellung zur Welt und andrerseits die Werkzeuge des Denkens. Einstellung umfasst die sozial-emotionale Stufe und die epistemische Position. Die Werkzeuge sind Denkformen, seien sie logisch oder dialektisch.

### Das sozial-emotionale Profil einer Person
Das sozial-emotionale Entwicklungsprofil zeigt, was für eine Person im Alltagsleben und bei der Arbeit gefühlsmäßig bedeutsam ist. Das sozial-emotionale Profil ist das Ergebnis eines sozial-emotionalen Interviews, das nach Robert Kegan auch Subjekt-Objekt Interview genannt wird. Das Interview ist ein projektiver Test, da die befragte Person Gelegenheit erhält, sich in bestimmte das Interview gliedernde Stichwörter zu „projizieren“. Als Stichwörter dienen Begriffe wie Erfolg, Veränderung, Kontrolle, Grenzen, Außenseiter, Frustration, Risiko usw., die vom Interviewpartner selbst als relevant ausgewählt werden. Im sozial-emotionalen Interview verhält sich der Interviewer als Zuhörer, der die Aufmerksamkeit des Interviewpartners auf sich selbst fokussiert. Aus dem Interviewtranskript werden dann epistemologisch relevante Ausschnitte ausgewählt und in Bezug auf die Entwicklungsstufen analysiert.

## Psycho-dynamische Entwicklung

### Angewandte und potentielle Arbeitsfähigkeit
Die Theorie der Arbeit in CDF stützt sich auf die Vorarbeiten von Elliott Jaques. Nach Jacques wird Arbeit definiert als reflektiertes Urteilen bei der Verfolgung von Zielen innerhalb gewisser Zeitgrenzen. Diese Definition betont die Bedeutung geistiger Prozesse bei der Arbeit und den Zeithorizont, für den eine Person Entscheidungen zu treffen hat. Während es sich hier um eine rein kognitive Definition der Arbeit handelt, betrachtet CDF die sozial-emotionalen Aspekte der Arbeit als den kognitiven Aspekten gleichwertig.
Arbeitsfähigkeit ist nicht dasselbe wie Arbeitskapazität, sondern bestimmt diese. CDF unterscheidet zwischen angewandter und potenzieller Arbeitsfähigkeit. Potenzielle Arbeitsfähigkeit bestimmt, was eine Person IST, während angewandte Arbeitsfähigkeit (Kapazität) bestimmt, was eine Person HAT. Eine Person kann sich jederzeit entschließen, ihre potentielle Arbeitsfähigkeit nicht zu verwenden, oder sie kann durch Umstände verhindert sein, diese voll zu entfalten. Bei der potentiellen Arbeitsfähigkeit unterscheidet CDF zudem zwischen der gegenwärtig verfügbaren und der zukünftig erwartbaren Arbeitsfähigkeit.

### CDF-Modell eines erwachsenen Menschen
Das CDF-Modell eines erwachsenen Menschen bringt zwei Giganten der psychologischen Forschung zusammen: Piaget und Freud. Jean Piagets Theorie liegt den kognitiven und sozial-emotionalen Entwicklungsmodellen zugrunde, die von Lawrence Kohlberg, Robert Kegan, Michael Basseches, Elliott Jaques und Otto Laske weiterentwickelt wurden. Sigmund Freuds Theorie liegt dem psychologischen Verhaltensprofil zugrunde, das mit einer Bedürfnis-Stress-Analyse ermittelt wird und von Henry Murray und dessen Schüler Morris Aderman entwickelt wurde. Die Bedürfnis-Stress-Analyse versteht eine Person als Energiesystem im Sinne von Freud. Sie geht davon aus, dass eine Person tiefsitzende, subjektive Bedürfnisse hat und auf inneren Druck des Über-Ichs und auf äußeren Druck der Umgebung reagiert. Dieser Druck bedeutet für die Person psychischen Stress.
Aus entwicklungspsychologischer Sicht stellen die Ergebnisse der Bedürfnis-Stress-Analyse Anzeichen für das Ich dar. Die Aufgabe des Ichs ist es, zwischen den Ansprüchen des Es, des Über-Ichs und der realen Welt zu vermitteln. CDF hilft Psychologen und Coachs bei der Klärung der Situation ganz im Sinne Freunds „Wo Es ist, soll Ich werden“.

### Das psychologische Verhaltensprofil
Das psychologische Verhaltensprofil zeigt, welche Vorstellungen und Einstellungen eine Person im Moment zur eigenen Arbeit hat und ob sie ihre psychische Energie bei der Arbeit effektiv nutzen kann. In CDF wird das psychologische Profil durch den Online-Fragebogen der Bedürfnis-Stress-Analyse erhoben (Need-Press-Analysis).
Der Fragebogen erhebt die Werte für drei Gruppen von psychologischen Variablen: Selbstverhalten, Aufgabenverhalten und zwischenmenschliches Verhalten. Der organisatorische Stress kann entweder ideal oder aktuell sein. Der Idealstress zeigt die beruflichen Aspirationen und organisatorischen Wertvorstellungen einer Person, während der aktuelle Stress durch die gegenwärtigen Erfahrungen der Person in einer Organisation oder einem anderen kulturellen Kontext bestimmt ist. Das Bedürfnis-Stress-Profil des Online-Fragebogens liefert für jede Variable drei Werte: das individuelle Bedürfnis-Stress-Inventar, das für eine Person ideale Organisationsklima und das tatsächlich erfahrene Organisationsklima. Aus den Ergebnissen des Online-Tests lassen sich zwei Indizes des psychologischen Verhaltens errechnen: der Energieverlust und der Frustrationsgrad bei der Arbeit.
Mit Hilfe der Bedürfnis-Stress-Analyse lassen sich Vergleiche zwischen bestimmten Berufsgruppen wie zum Beispiel Managerinnen und Managern durchführen. Zudem lässt sich damit auch das kulturelle Klima in einem Unternehmen untersuchen.

## Coaching als Prozessberatung
Coaching als professionelles Helfen bedarf theoretischer Grundlagen. Jedes professionelle Helfen beruht auf einem Modell des Kunden, des Patienten oder des Schülers, dem „geholfen“ wird. CDF ist ein Diagnostikum, das sich für Prozessberatung im Sinne von Edgar Schein eignet. Der Prozessberater ist nicht primär für die Resultate verantwortlich, sondern vielmehr dafür, eine Person in ihrem geistigen Prozess effektiv und nachhaltig zu unterstützen. Im Unterschied zu anderen Formen der Beratung betrifft Coaching als Prozessberatung vor allem den inneren, nicht den äußeren, Arbeitsplatz. Der innere Arbeitsplatz ist der Ort, an dem entschieden wird, was Arbeit für das eigene Leben bedeutet, und wie sie zu vollbringen ist.
Die drei Hauptfragen von Kunden lauten: Wie kann ich meine gegenwärtige Leistung verbessern? Was kann ich wissen und tun? Was soll ich tun und für wen? Aus der Perspektive von CDF kann man zwischen Verhaltens- und Entwicklungscoaching unterscheiden. Verhaltenscoaching dient der Verbesserung der gegenwärtigen Leistung, als angewandter Arbeitsfähigkeit. Entwicklungscoaching hingegen dient der Erhellung und Entwicklung der verfügbaren und erwartbaren Potentiale in Bezug auf die kognitive und sozial-emotionale Entwicklung einer Person. Grundsätzlich hat dabei die Selbsterkenntnis Vorrang vor der Leistung, da diese letztlich die Grundlage für die Leistung ist.

## Entwicklung einer requisiten Organisation
Nach Elliott Jaques sind menschliche Organisationen nach Verantwortlichkeiten strukturiert. Jede Stufe der Verantwortlichkeit definiert eine bestimmte Größe der Rolle. Die Größe einer Rolle ist bestimmt durch die Arbeitskomplexität, die eine Person in dieser Rolle zu meistern hat. Die Größe einer Person entspricht ihrer Arbeitsfähigkeit. Eine requisite Organisation ist nun dadurch definiert, dass sich für jede Stelle die Größe der Person mit der Größe der Rolle deckt. Requisite Organisationen bringen also zwei Architekturen in Einklang: die Fähigkeitsarchitektur und die Verantwortlichkeitsarchitektur.
In einer requisiten Organisation bestimmt die Arbeitsfähigkeit den Verantwortlichkeitsgrad.
Die Arbeitsfähigkeit einer Person ist wiederum geprägt durch deren kognitive und sozial-emotionale Entwicklung. Entwicklungsgrade Erwachsener sind ein Verbindungsglied zwischen Individuen und Organisationen. Sie bestimmen indirekt auch die Organisationskultur, zumindest soweit sie durch das obere Management geprägt wird.
Nach CDF sind requisite Organisationen gemäß sozial-emotionaler und kognitiver Entwicklungsgrad ihrer Mitarbeitenden strukturiert. Je höher die organisatorische Verantwortlichkeit eines Mitarbeiters, desto mehr sind systemisch-dialektisches Denken und Voraussicht erforderlich. Der Entwicklungsgrad einer Person lässt sich in CDF durch kognitive und sozial-emotionale Assessments erfassen. Die Assessments dienen dann als Grundlage sowohl für die individuelle als auch für die organisationale Weiterentwicklung.